# 戎昱
戎昱（735年—800年？），荆州（今湖北江陵）人，唐朝著名现实主义诗人、书法家。

## 生平
戎昱生於开元二十三年（735年），多次应考不中，又经历了安史之乱，至德元年（756年）避难移居陇西。後來考取了进士。 宝应元年（762年），北游经滑州、洛阳西行，接受华阴县尉王季友的招待，並且同賦《苦哉行》。
大历初年（766年），戎昱授职荆南节度使府从事，入衛伯玉幕內任从事。後流寓湖南，為潭州刺史崔瓘幕僚。崔瓘有意为戎昱作媒，但被拒絕。
大历五年（770年）冬，湖南兵马使臧玠兵变，崔瓘遇害，戎昱离开潭州，游历衡阳、耒阳等地。大历十一年流徙到桂州（今广西桂林），任桂管防御观察使李昌巙幕僚，昌巙待之甚厚，戎昱“自谓李大夫私恩至深，无任感激”。建中二年（781年）二月，返长安，擔任侍御史。建中四年（783年），因事貶辰州（今湖北怀化）刺史，贞元初年，改任浙江东道某州刺史。贞元七年，任虔州（今江西赣州）刺史。
贞元七年（790年），移安南都护。贞元十四年（798年）在湖南零陵，可能还担任过永州（今湖南零陵）刺史。晚年流寓桂州（今广西桂林市）而终。卒年不可確考。

## 文学风格
戎昱的作品为现实主义诗作，诗風沉郁，多伤乱之作，绝似晚唐。內容主要描寫战争，百姓痛苦，“冀雪大国耻，翻是大国辱。羶腥逼绮罗，砖瓦杂珠玉”；羁旅游子，离别思乡，“雪声偏傍竹，寒梦不离家”，等主题。诗作语言清新质朴，境界苍凉豪迈，气势纵横。胡震亨謂戎昱與杜甫相接。

## 作品
- 文集五卷
- 诗集一卷，约120余首。